# 東所沢電車区
東所沢電車区（ひがしところざわでんしゃく）は、埼玉県所沢市東所沢4丁目にかつてあった東日本旅客鉄道（JR東日本）八王子支社の運転士が所属する組織、及び東所沢駅北側にある車両基地である。2024年3月15日限りで廃止し、現在は武蔵野統括センター（運輸）。ただし、配置車両はなく入庫車両の所属は京葉車両センターである。

## 概要
当電車区は、1973年（昭和48年）4月1日の武蔵野線府中本町 - 新松戸間開業に伴い、電車の検査・清掃・留置基地及び乗務員区として開設された。
武蔵野線電車の滞泊基地として、車両の留置、清掃、仕業検査などを行っている。主な設備として電留線19線（1・2・4 - 20線、うち4番線は洗浄線）、材料線1線を備える。2・4・11・14・17・18番線以外にはパンタグラフ検査台が設置されており、仕業検査が施工される。乗務員所属区としては運転士のみが所属している。

## 乗務範囲
乗務範囲は以下の通り。
- 武蔵野線：府中本町 - 西船橋間（定期列車）、国立 - 西浦和 - 与野間（むさしの号乗務時のみ）、鶴見 - 府中本町間（団体・臨時列車のみ）[* 1]
- 京葉線  ：西船橋 - 海浜幕張・東京間
- 中央本線：国立 - 八王子間（むさしの号乗務時、臨時列車担当時のみ）
- 東北本線：与野 - 大宮 - 東大宮操車場（大宮総合車両センター東大宮センター）（むさしの号乗務時、臨時列車担当時のみ）

## 歴史
- 1973年（昭和48年）4月1日 - 武蔵野線 府中本町 - 新松戸間開業に伴い、電車の留置基地及び乗務員区として開設[2]。
- 1978年（昭和53年）10月2日 - 新松戸 - 西船橋間延伸開業に伴い、乗務範囲を西船橋まで拡大。
- 1988年（昭和63年）12月1日 - 京葉線 新木場－南船橋間・市川塩浜－西船橋間開業、千葉港（現・千葉みなと）－蘇我間旅客営業開始に伴い、乗務範囲を京葉線新木場、新習志野まで拡大。
- 1990年（平成2年）3月10日 - 京葉線 東京－新木場間開業に伴い、乗務範囲を東京まで拡大[2]。
- 2004年（平成16年）3月12日 - 豊田電車区（現・豊田車両センター）に配置されていた武蔵野線用電車を京葉電車区（現・京葉車両センター）へ転属。
- 2010年（平成22年）12月4日 -  ダイヤ改正で「むさしの号」の定期列車化に伴い、東大宮操車場（大宮総合車両センター東大宮センター） - 大宮 - 中央本線 八王子間での乗務開始。
- 2012年（平成24年）10月 - 構内の入換作業をJR東日本運輸サービス東所沢事業所に業務委託[3]。
- 2013年（平成25年）10月 - 構内計画及び仕業検査をJR東日本運輸サービス東所沢事業所に業務委託[3]。
- 2024年（令和6年）3月16日 - 当区とさいたま車掌区の武蔵野線一部行路を統合し、武蔵野運輸区発足。当区は廃止。